# لاتشين جيلان
ولدت لاتشين جيلان في 25 أكتوبر عام 1965. وتخرجت لاتشين جيلان من الكلية التركية الخاصة بإزمير. وفي عام 1989 تخرجت لاتشين جيلان من جامعة هاستيب. وتعد لاتشين جيلان ممثلة مسرحيات، ومسلسلات تلفزيونية وأفلام تركية. وتٌشتهر لاتشين جيلان بأدوارها في مسلسلات مثل «الراكضين في الليل ، و المسيرة الليلية و تذكر الحبيب». وقد أسست لاتشين جيلان مسرحاً سوياً مع نهاد إلري. وقد مثلت لاتشين جيلان هناك في مسرحية بعنوان «إتنا: البئر في الجسد».

## المسرحياتالتي أخرجتها
•	المتسأجر الجديد: لونسكو – مسرح بي – عام 2012
•	الزجاج (مسرحية) – ليفينت كازاك – مسرح عائشة برودوكسيون – عام 2010
•	سوق الألغاز – تورجاي نار – مسرح الدولة بأنقرة – 2009
•	عدم كفاية الأدلة: جي. جي ديل تورا – مسرح الدولة بإزمير – عام 2008
•	الأشباح: بلاوتوس – مسرح الدولة بديار بكر – عام 2003
•	كلاكسون بورازان بيرتلار: داريو فو – مسرح الدولة بطرابزون – عام 2001
•	ماجبيت: لونسكو: المعهد الموسيقي للدولة بأنقرة
•	المغني الأصلع: لونسكو: المعهد الموسيقي للدولة بأنقرة – عام 1994
•	شباك التذاكر (مسرحية): جان تارديو – المعهد الموسيقي للدولة بأنقرة – عام 1993

## المسرحياتالتي مثلتها
•	الأمير الصغير: أنطوني دي سانت – أكسوبيري – مسرح بي – عام 2012
•	إتنا بئر في الجسد: كريستين سون – مسرح بي – عام 2006
•	سليم الثالث: سميح سيرجن – مسرح الدولة بأنقرة – عام 2000
•	الحديقة الخلفية: بيلجيسو إيرينوس – مسرح الدولة بأنقرة – عام 1999
•	راقصة الباليه (مسرحية): أرني سكوفين – مسرح الدولة بأنقرة – عام 1998
•	زفاف تركمان: علي يوروك – مسرح الدولة بأنقرة – عام 1996
•	جيد (good): جيجيل فيليب تايلور – مسرح الدولة بأنقرة – عام 1994
•	بالون: مراد كارا حسين أوغلو – مسرح الدولة بأنقرة – عام 1994
•	الخادمات: جان جنة – مسرح الدولة بأنقرة – عام 1994
•	فرحات وشيرين: ناظم حكمت – مسرح الدولة بأنقرة – عام 1992
•	مزرعة الحيوان: جورج أورويل \ بيتر هال – مسرح الدولة بأنقرة – عام 1991
•	أوه تلك الشباب: تورجوت أوزاكمان – مسرح الدولة بديار بكر – عام 1990
•	يونس أمرة (مسرحية): رجب بيجينر – مسرح الدولة بديار بكر – عام 1989
•	بوليانا: إليانور ه بورتر – مسرح الدولة بديار بكر – عام 1989
•	تحلق الطيور فوق إسطنبول: محمد بويوك أغا أوغلو – مسرح الدولة بإزمير – عام 1984

## الأفلاموالمسلسلاتالتي مثلتها
•	ما زال عندي أمل (2013) – أسودا
•	الدرويش الفائز (2013) – لطيفة مردان (ممثلة ضيف شرف)
•	برج المراقبة (2012)
•	الحياة الخفية: أحمد خالوك أونال – 2011 – زينب
•	خاطفة القلب: أيدين بولوت – عام 2010
•	تذكر الحبيب: أومو برهان عام 2006 – سفيم جورسوي
•	الفضة: طارق ألباجوت – عام 2005 – جولسون
•	المسيرة الليلية: ميسوده إيرارسلان – عام 2004 – تولين
•	المهرولين في الظلام: أوغور يوجل، عام 2001 – ياسمين
•	دبلوم الاختلال: تونتش بشاران – عام 1998
•	لا تسأل الرصاصة عن العنوان: بيلجي أولجاتش – عام 1992

## الجوائز
•	إتنا: البئر في الجسد
•	أفضل ممثلة بجوائز مسرح ليونز الثامن
•	الممثلة الأكثر نجاحاً بالعام بجوائز الممثلين المسرحيين والسينمائيين بصدري أليشيك الثاني عشر
•	جائزة أفضل ممثلة مساعدة بجوائز مهرجان أفلام كوزا الذهبي التاسع عشر عن فيلم (برج المراقبة).

## روابط خارجية
- لاتشين جيلان على موقع IMDb (الإنجليزية)
- لاتشين جيلان على موقع قاعدة بيانات الأفلام العربية
- لاتشين جيلان على موقع ألو سيني (الفرنسية)
- لاتشين جيلان على موقع أول موفي (الإنجليزية)
- لاتشين جيلان على موقع قاعدة بيانات الفيلم (الإنجليزية)
- لاتشين جيلان على موقع كينوبويسك (الروسية)

## وصلات خارجية
•	صفحة قاعدة بيانات الأفلام على الإنترنت – لاتشين جيلان
•	صفحة السينما التركية – لاتشين جيلان
•	الموقع الرسمي لمسرح بي
•	صحيفة راديكال – المقابلة الصحفية المتعلقة بمسرحية إتنا. (15.11. 2006)
•	tiyatrodergisi.com.tr - Oyunla ilgili bir yazı: YAZILARAK ANLATILAMAZ BİR OYUN VE OYUNCUSU: “ETNA: BEDENDEKİ KUYU”
•	صحيفة راديكال – المقالة المتعلقة بالمسرحية: العنف الذي شهدناه بداخلها
•	نقد الصور – الصور التي إلتقطها جوكهان يولجو